# Matteo Bordone
Matteo Bordone (Varese, 27 maggio 1974) è un giornalista, conduttore radiofonico, conduttore televisivo e blogger italiano.

## Biografia
Si è laureato in lettere (indirizzo Storia del cinema) all'Università degli Studi di Pavia con una tesi sui thriller della RKO Pictures negli anni quaranta. Ha lavorato a Radio Deejay, Rai 2, Radio 2. Ha condotto dalla sua fondazione fino al 2007, per sette stagioni, Dispenser su Radio 2. All'inizio della settima stagione, è approdato alla conduzione di Condor, sempre per Radio 2, in coppia con Luca Sofri. Scrive per l'edizione italiana dei magazine Rolling Stone e Wired.
Ha realizzato vari servizi ed è stato anche opinionista in studio in alcune puntate per la trasmissione Le invasioni barbariche della rete LA7 per la stagione 2006/2007; nella stessa trasmissione è stato presenza fissa dall'edizione successiva. Nell'anno 2009 partecipa alla trasmissione X-Factor in qualità di opinionista. Collabora alla webradio indipendente Radio Nation dove è tra gli ideatori del programma Sabatonotte di cui è stato anche coautore e conduttore fino alla decima puntata (5 aprile 2009); inoltre partecipa frequentemente alla trasmissione MacchiaRadio, sempre all'interno di Radio Nation. Ha collaborato anche alla webzine 'tina di Matteo B. Bianchi nei numeri 11 e 17.
Ha vinto il premio come Migliore Blog Personale ai Macchianera Blog Awards 2010 nell'ambito del Blogfest di Riva del Garda per il suo blog "Freddy Nietzsche". Nella stagione 2011-2012 è stata una presenza fissa nella trasmissione di LA7 G'Day con Geppi Cucciari. Dalla stagione 2012/2013 è presente saltuariamente nel programma. Dal 2013 conduce il programma Matteo Bordone presenta gli anni 80 sul canale di Sky Italia, National Geographic Channel.
Dal 2013 è conduttore di Ante Factor e Xtra Factor, prima e dopo il live show di X Factor 7 su Sky Uno. Inoltre, dal 21 settembre conduce il programma musicale Mu su Radio 2. Nello stesso anno, la sua voce è protagonista della canzone 2033, ghost track dell'album Glamour del progetto musicale romano I Cani. Dal 2016 al 2018 è presenza fissa del programma di Rai 2 Sbandati e dal 2017 conduce, sempre su Rai 2, il programma Digital World. Dal 2 settembre 2019 tiene il podcast quotidiano Tienimi Bordone del giornale online Il Post.
Nel 2023 ha pubblicato per UTET il libro L'invenzione dei boomer.